# Rutchebanen

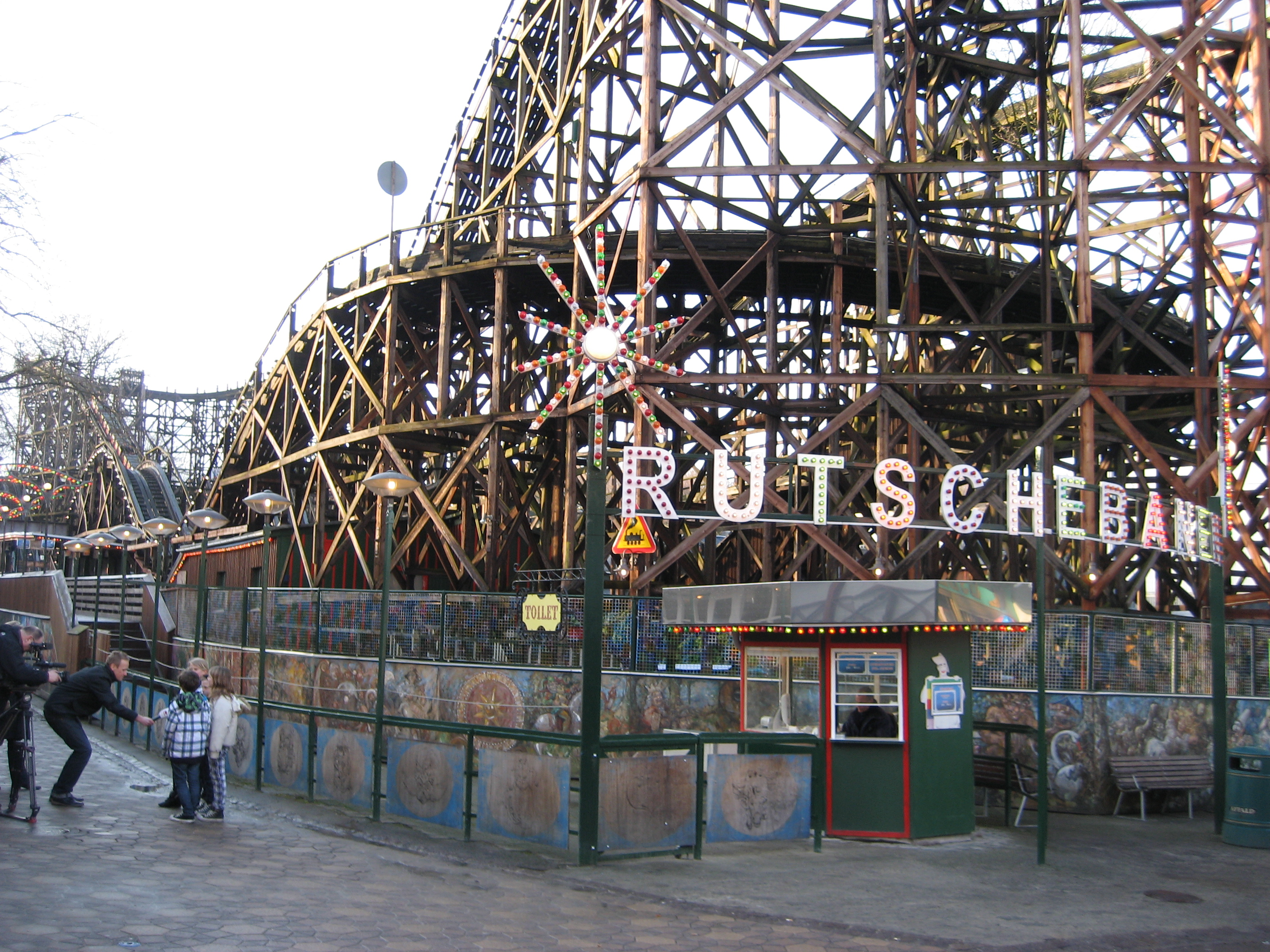
Entrén till Rutchebanen. Efter moderniseringen 2010 byttes skylten ut mot en med korrekt dansk stavning

Rutchebanen är den Köpenhamnska nöjesparken Bakkens mest kända attraktion och mittpunkt, en berg- och dalbana av trä (som entusiasterna av dylika attraktioner klassificerar dem, till skillnad från stålkonstruktioner)  
Den blev öppnad den 16 maj 1932 och var då Europas största. Den kostade 250 000 kronor och är 852 meter lång med en högsta punkt på 22 meter. På den snabbaste delen är farten 75 km/h. Turen varar ungefär 2 minuter och 30 sekunder..
Bakkens Rutchebane byggdes av den irländske ingenjören Walther Queenland, samma man som även byggede Rutschebanen på Tivoli. Berg- och dalbanan liknar den som uppfördes till världsutställningen i Dublin 1907, och är en kopia av den berg- och dalbana som byggdes till världsutställningen i Wimbledon, England 1930 . Vintern 1950 byggdes ytterligare en  kopia i Borgbacken, Helsingfors.
Banan har tre vagnset med plats för 20 personer i varje. Sedan upprustningen 2010 sköts banan automatiskt och den tidigare tågföraren ("bremsemanden") behövs inte längre.
Rutchebanen ägs sedan 1952 av den danska staten. Under de 80 år som attraktionen har körts har två personer dödats i samband med åkturer.[källa behövs]

## Stavningen
Korrekt dansk stavning var egentligen "Rutschebanen" (som på den lite mindre banan på Tivoli), men någon glömde bort ett "s" inför öppningen 1932, då skylten blev målad. Därefter höll sig Rutchebanen på Dyrehavsbakken till detta stavfel under några år, men åtminstone sedan ungefär 1940 har stavningen varit "Rutschebanen", och är det fortfarande (se skylten på bilden ovan). År 2001 ändrades dock korrekt dansk stavning till "rutsjebane".

### Fotnoter
1. 1 2  http://www.aok.dk/byliv/rutschebanen-paa-bakken
2. ↑  http://lokalavisen.dk/dramatisk-jomfrutur-bakkens-rutschebane-afsporet-/20120516/artikler/120519373/1266#ixzz1v9K8dCrWDer Arkiverad 18 maj 2012 hämtat från the Wayback Machine. Dramatisk jomfrutur: Bakkens rutschebane afsporet – Lokalavisen.dk
3. ↑  ”Vauhdin hurmaa Vuoristoradalla jo 65 vuotta” (på finska). https://www.sttinfo.fi/tiedote/vauhdin-hurmaa-vuoristoradalla-jo-65-vuotta?publisherId=3179&releaseId=48861336. Läst 24 juli 2023.